# Messerschmitt Bf 110
Messerschmitt Bf 110 var ett tyskt attackplan och tungt jaktplan, som användes under andra världskriget. Planet konstruerades för det tyska flygvapnet, Luftwaffe, under de första åren av andra världskriget. Konstruktionen var tvåmotorig med fyra framåtriktade kulsprutor eller kanoner i nosen och ytterligare två bakåtriktade som andremannen kunde använda för att avvärja angripare. 

## Tjänstgöring
Hermann Göring (vid tiden Luftwaffes högste man) hade stor del i att planet kom till och det var tänkt som ett långdistansjaktplan för att eskortera bombplan som Heinkel He 111 och Junkers Ju 88, något Messerschmitt Bf 109 inte var lämpligt för då det hade för kort räckvidd. Bf 110 hade viss framgång i början av kriget men den mötte hårt motstånd i Slaget om Storbritannien. Planets goda maxfart och tunga beväpning gjorde att det behölls i produktion och det användes med framgång mot engelska fartyg i Norge. När tyskarna själva utsattes för bombning från de allierade bombplanen, visade sig Bf 110 vara ett effektivt nattjaktflygplan. Dess tunga beväpning gjorde att den kunde skjuta ner även de största bombplanen och de två motorerna gjorde det möjligt att även bära radarutrustning. Bf 110 var därmed ett av de bästa nattjaktflygplanen under andra världskriget. 
En del Bf 110:or utrustades med vapensystemet Schräge Musik, uppåtriktade automatkanoner, för nattjakt. Ett annat vapen som användes på Bf 110:an var Werfer-Granate 21, fyra 210 mm raketer monterade under vingarna, som användes mot bombflygplan. Raketerna var ostyrda och var svåra att träffa med men det räckte med en träff för att skjuta ner ett bombflygplan.
Planet tillverkades i sammanlagt ca 6 000 exemplar i ett antal olika versioner.

## Varianter

### Bf 110 A
Junkers Jumo 210-motorer
- Bf 110 A-0 Förserie, fyra tillverkade

### Bf 110 B
Ett fåtal tillverkade, fortfarande Jumo 210-motorer
- Bf 110 B-0 Förserie, ett tillverkat
- Bf 110 B-1 "Zerstörer" (kombinerat jaktplan med lång räckvidd avsett att sättas in mot bombflyg och attackflygplan), beväpnad med kulsprutor och automatkanoner
- Bf 110 B-2 Spaning, beväpnad med enbart kulsprutor, ett flertal kameror
- Bf 110 B-3 Skolflygplan, beväpnad med kulsprutor, utökad radioutrustning

### Bf 110 C

Bf 110C

Första massproducerade varianten. Daimler-Benz DB 601-motorer
- Bf 110 C-0 Förserie, 10 tillverkade
- Bf 110 C-1 Zerstörer
- Bf 110 C-2 Zerstörer
- Bf 110 C-3 Zerstörer
- Bf 110 C-4 Zerstörer
  - Bf 110 C-4/B Jagdbomber med två 250kg-bomber. Använd av Erprobungsgruppe 210 under slaget om Storbritannien
- Bf 110 C-5 Spaning utan automatkanoner men med en Rb 50/30 kamera
- Bf 110 C-6 Zerstörer-prototyp med MK 101 30mm automatkanon
- Bf 110 C-7 Jagdbomber med två 500kg-bomber

### Bf 110 D
Längre räckvidd tack vare extra bränsletankar. Baserades ofta i Norge.
- Bf 110 D-0 Prototyp
- Bf 110 D-1 Zerstörer
- Bf 110 D-1/R2 Zerstörer
- Bf 110 D-2 Zerstörer
- Bf 110 D-3 Zerstörer med plats för räddningsflotte i det förlängda skrovet.
- Bf 110 D-4 Fjärrspaningsplan där automatkanonerna ersats med en Rb 50/30 kamera.

### Bf 110 E
Förstärkt skrov, huvudsakligen Jagdbomber.
- Bf 110 E-0 Förserie
- Bf 110 E-1 Produktionsversion av E-0
- Bf 110 E-2 DB601P-motorer, förlängt skrov som D-3
- Bf 110 E-3 Fjärrspaningsplan

### Bf 110 F
Som E men med ytterligare förstärkt skrov, bättre bepansring och starkare motorer.
- Bf 110 F-1 Jagdbomber
- Bf 110 F-2 Zerstörer med lång aktionsradie
- Bf 110 F-3 Fjärrspaningsplan
- Bf 110 F-4 Nattjakt, 3 mans besättning

### Bf 110 G
Förbättrad F, starkare motorer
- Bf 110 G-1 Tillverkades inte
- Bf 110 G-2 Jagdbomber, ofta raketbeväpnad
- Bf 110 G-3 Spaningsversion
- Bf 110 G-4 Nattjaktplan med 3 mans besättning utrustad med FuG 220 radar. Ofta utrustad med en Schräge Musik-installation i bakre delen av förarkabinen.

### Bf 110 H
Planerad, men inga prototyper tillverkades eftersom dokumentationen vid Waggonbau Gotha-fabriken, som ledde utvecklingen, förstörts av en bombräd.